# Винисиус Жуниор
Винисиус Жозé Паишао де Оливейра Жуниор (на португалски: Vinícius José Paixaõ de Oliveira Júnior), известен и само като Вини Жуниор е бразилски професионален футболист, играещ като крило за испанският Реал Мадрид и бразилският национален отбор. Смятан за един от най-добрите млади играчи в света, добре познат със своят дрибъл, както и техника и експлозивност.
Роден в Сао Гонсало, Винисиус започва професионалната си кариера във Фламенго, където дебютира през 2017 г., когато е само на 16. Реал Мадрид проявява сериозен интерес към таланта и още същото лято „кралете“ купуват правата на бразилеца за 38 млн. евро (национален рекорд за играч под 18 г.), трансферът влиза в сила веднага след 18-ят му рожден ден. Дебютира за Реал през сезон 2018/19 и с времето се утвърждава като един от „недосегаемите“ в стартовият състав. През сезон 2021/22 Винисиус бележи изключителен възход в играта си и помага на Реал да спечели титлата в Ла Лига, вкарва и единственият гол във финала на шампионската лига срещу Ливърпул и така Реал печелят 14-ата си европейска купа.
На национално ниво Винисиус е важна част от младежките гарнитури на „селесао“. Печели южноамериканските първенства до 15 и 17 г., като става и голмайстор на последното. Дебюта си за мъжкият тим прави през 2021 г. и помага на отбора да достигне до финала на Копа Америка. През 2022 участва и на Световното първенство в Катар.

## Кариера

### Фламенго
Винисиус дебютира за Фламенго на 13 май 2017 г. като резерва в 82-минута в мач от бразилската Серия А срещу Атлетико Минейро (1:1). Два дни по-късно той удължава договора си с клуба до 2022 г. с клауза за закупуване, определена на стойност 45 млн. евро.
На 10 август 2017 г. Винисиус вкарва първия си професионален гол в двубоя от Копа Судамерикана срещу Палестино, завършил 5:0 за Фламенго. На 19 август 2017 г. отбелязва първите си голове в първенството за Фламенго, при 2:0 срещу Атлетико Гояненсе.

### Реал Мадрид
На 23 май 2017 г. испанският клуб Реал Мадрид подписва договор за трансфер на Винисиус, който влиза в сила след 18-ия му рожден ден на 12 юли 2018 г. (18-годишна възраст е минималната възраст за международен трансфер). На 20 юли 2018 г. Реал Мадрид официално го представя като свой футболист. Само 4 години след подписването с отбора той печели Шампионска лига, като отбелязва победния гол за крайното 0:1.

## Национален отбор
През март 2017 г. Винисиус помага на Бразилия да спечели Южноамериканския шампионат до 17 години, като отбелязва 7 гола и е избран за най-добрия играч на турнира.

## Отличия
Реал Мадрид
- Ла Лига: 2019/20, 2021/22, 2023/24
- Купата на Краля: 2022/23
- Суперкупа на Испания: 2020, 2022, 2024
- Шампионска Лига: 2021/22, 2023/24
- Суперкупа на УЕФА: 2022, 2024
- Световно клубно първенство: 2018, 2022
- Internacional Cup:2024

### Международни
Бразилия
- Южноамериканско първенство до 15 г.: 2015
- Южноамериканско първенство до 17 г.: 2017

### Индивидуални
- Южноамериканско първенство до 17 г., най-добър играч: 2017[9]
- Южноамериканско първенство до 17 г., голмайстор на турнира: 2017
- Играч на месеца в Ла Лига: ноември 2021 г.
- Иделаен отбор на Шампионска Лига: 2021/22
- Млад играч на сезона в Шампионска Лига: 2021/22
- Иделаен отбор на Ла Лига: 2021/22
- Златна топка на световно клубно първенство: 2022